# 雷薩國家公園
雷薩國家公園（挪威語：Reisa nasjonalpark）是挪威的一個國家公園。雷薩國家公園成立於1986年11月28日，公園內棲息有眾多野生動物，並且有挪威最大的食肉動物棕熊棲息。雷薩國家公園也是馴鹿的棲息地。
雷薩國家公園紧邻芬兰的手臂荒野区。